# Peter Blegvad

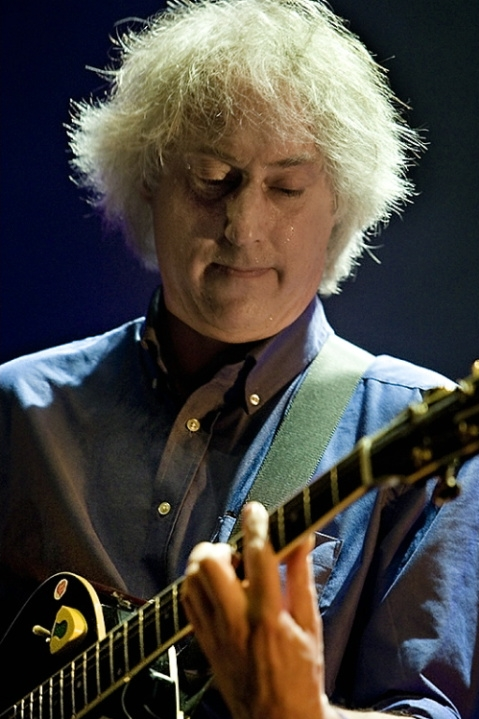
Peter Blegvad (2007)

Peter Blegvad (* 14. August 1951 in New York City) ist ein US-amerikanischer Musiker, Singer-Songwriter und Cartoonist. Er war Mitbegründer der Band Slapp Happy, arbeitete mit Henry Cow und nahm eine Reihe von Soloalben auf, davon etliche in Zusammenarbeit mit anderen Künstlern.

## Leben und Wirken
Der Sohn der New Yorker Kinderbuchautorin Lenore Blegvad (gebürtige Hochman) und des dänischen Illustrators Erik Blegvad (1923–2014) wuchs in Connecticut auf, bis seine Familie 1965 nach England zog, u. a. aus Sorge um die mögliche Einberufung ihrer Söhne Peter und Kristoffer zum Militärdienst in Vietnam.
Peter Blegvad und Anthony Moore, beide Schüler an der St. Christopher School in Letchworth Garden City, spielten in verschiedenen Bands. 1972 folgte Blegvad Moore nach Hamburg. Zusammen mit Moores Freundin Dagmar Krause gründeten sie die Avantgarde-Pop-Band Slapp Happy, die ihre ersten beiden Alben mit der deutschen Rockband Faust aufnahm. 1974 und 1975 spielte Slapp Happy zusammen mit der Artrockband Henry Cow zwei Alben ein; sie traten auch gemeinsam auf. Trotz des Erfolges verließ nach Moore auch Blegvad das Projekt, um jeweils eine Solokarriere zu starten. 1982/83, 1997 und 2000 gab es kurze musikalische Wiedervereinigungen von Slapp Happy; und 1991 arbeiteten die drei Musiker zusammen an dem Fernseh-Opernprojekt Camera (nach einer Idee von Krause, Musik: Moore, Text: Blegvad).
Blegvad ging nach New York, wo er als Cartoonist arbeitete und an der New School of Social Research Kurse von Gilbert Sorrentino besuchte. Gleichzeitig machte er weiter Musik und arbeitete mit unterschiedlichen Musikern zusammen. 1977 nahm er mit John Greaves, dem Bassisten von Henry Cow, und der Sängerin Lisa Herman das Album Kew. Rhone auf; dabei wurden sie von Michael Mantler, Carla Bley und Andrew Cyrille unterstützt. In den 1980er Jahren pendelte er zwischen London und New York, nahm mehrere Soloalben auf und tourte mit den Golden Palominos. 1995 arbeiteten Blegvad und Greaves erneut zusammen und brachten das Album Unearthed heraus. In den nachfolgenden Jahren nahm Blegvad eine Reihe von Alben auf, zum Teil in Zusammenarbeit mit anderen Künstlern, insbesondere früheren Kollegen von Slapp Happy und Henry Cow. Seit 2009 ist er Mitglied des Radio Free Song Club, einem in New York City produzierten Podcast-Format.
1977 begann Peter Blegvad im Selbstverlag die Reihe Amateur zu publizieren, woraus sich Amateur Enterprises entwickelte, das „Büro für unwahrscheinlich Forschung“. In den 1990ern wurde eine Sammlung seiner Kurzgeschichten von Atlas Press unter dem Titel Headcheese veröffentlicht. 1992 realisierte er in München das Hörspiel dr. huelsenbecks mentale heilmethode (BR/SR/SWF 1992), das von Herbert Kapfer und Regina Moths geschrieben und produziert wurde unter Mitwirkung von John Greaves, Raymond Federman, Holger Czukay und Jon Sass. Zwischen 1992 und 1997 erschien in The Independent Blegvads Comicserie Leviathan. 2001 wurden Teile der Serie unter dem Titel The Book of Leviathan in Buchform veröffentlicht. 2010 erschien das Buch in Mandarin (China Times Publishing), 2013 wurde es unter dem Titel Le livre de Leviathan in französischer Übersetzung veröffentlicht. Weitere Comics und Illustrationen Blegvads erschienen unter anderem im Comicmagazin The Ganzfeld, in Ben Katchors Picture Story 2 und The Phantom Museum: and Henry Wellcome's Collection of Medical Curiositis (Profile Books, 2003). Für die britische Zeitung The Spectator entwickelte Blegvad 2011 das Format der gezeichneten Buchrezension.
Seit den 2010er Jahren produziert Blegvad unter dem Titel Static in the Attic Kurzhörspiele für BBC Radio 3, die er als „Eartoons“ (Hörcomics) bezeichnet.
Im September 2012 publizierte das London Institute of ’Pataphysics unter dem Titel The Bleaching Stream einen Band mit Interviews, die Kevin Jackson mit Peter Blegvad führte.

## Lehre
Seit 1998 gibt Peter Blegvad Kurse in kreativem Schreiben an der University of Warwick in England. Seit 2013 unterrichtet Blegvad „Visual Writing“ am Londoner Royal College of Art.

## Auszeichnungen
Im Jahr 2000 wurde Blegvad vom Pariser Collège de ’Pataphysique mit der Grande Gidouille ausgezeichnet. 2011 erhielt er für das Hörspiel Use It or Lose It, einem Hörspiel über Demenz, den Silbernen Sony Radio Academy Award. 2014 wurde die französische Übersetzung des The Book of Leviathan auf dem 41. Festival International de la Bande Dessinée d’Angoulême mit dem „Prix Révélation“ prämiert.

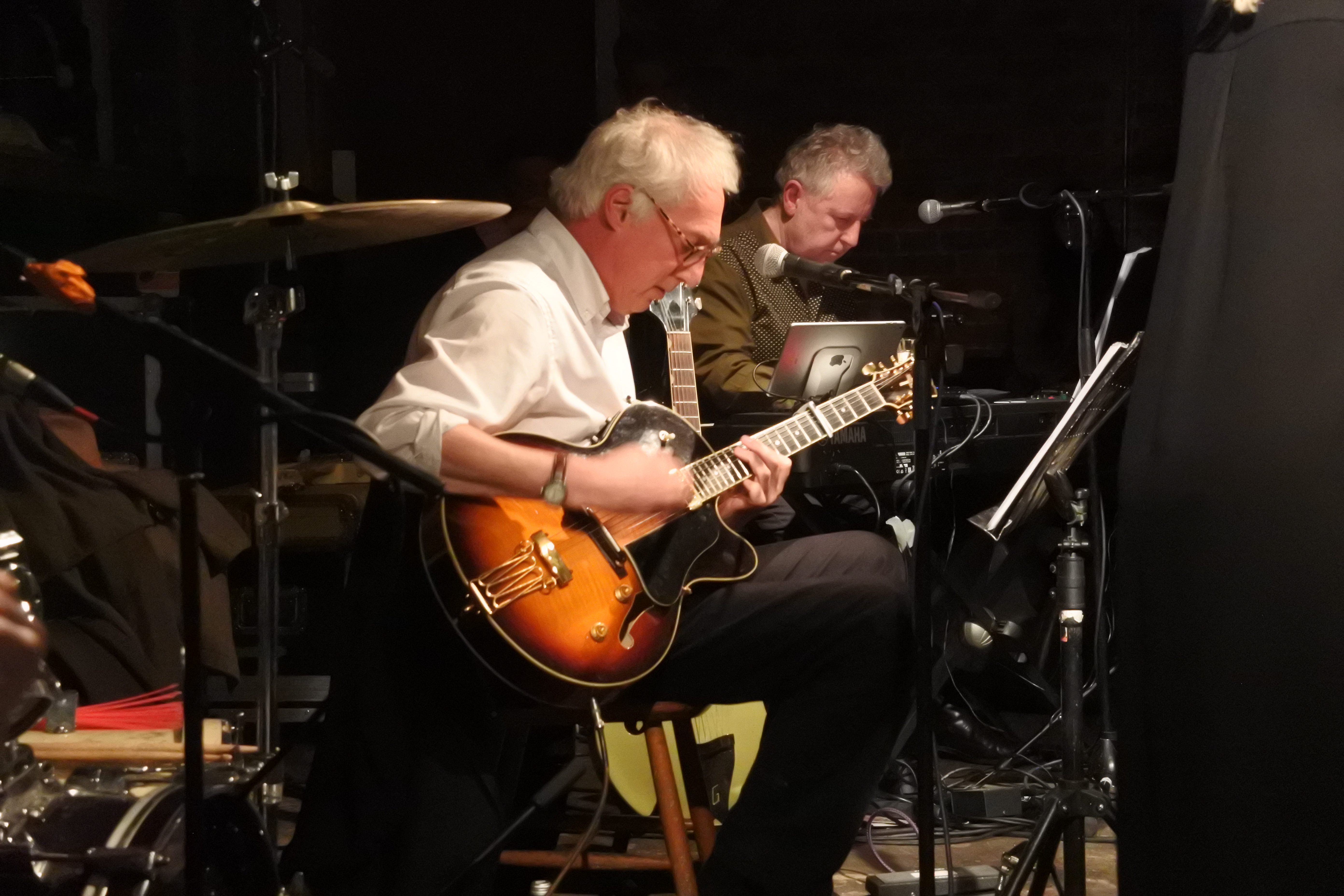
Peter Blegvad mit Anthony Moore (rechts, 2017)

## Diskografie

### Solo
- The Naked Shakespeare (1983, LP, Virgin)
- Knights Like This (1985, LP, Virgin)
- Downtime (1988, LP, Recommended Records)
- King Strut and Other Stories (1990, LP/CT/CD, Silvertone)
- Just Woke Up (1995, CD, East Side Digital)
- Hangman's Hill (1998, CD, Recommended Records)
- Choices Under Pressure (2001, CD, Voiceprint)

### Bands und Projekte
Mit Slapp Happy
- Sort Of (1972, LP, Polydor)
- Slapp Happy (1974, LP, Virgin)
- Desperate Straights (1975, LP, Virgin) als Slapp Happy/Henry Cow
- In Praise of Learning (1975, LP, Virgin) als Henry Cow/Slapp Happy
- Acnalbasac Noom (1980, LP, Recommended Records)
- Ça va (1998, CD, V2 Records)
- Camera (2000, CD, Voiceprint) als Peter Blegvad, Dagmar Krause und Anthony Moore
- Live in Japan (2001, CD, F.M.N. Sound Factory)

Mit John Greaves
- John Greaves / Peter Blegvad / Lisa Herman: Kew. Rhone. (1976, LP, Virgin)
- dr. huelsenbecks mentale heilmethode (BR/SR/SWF 1992, CD, Rough Trade)
- Unearthed (1995, CD, Sub Rosa)

Mit National Health
- Of Queues and Cures (1978, LP, Charly)

Mit The Golden Palominos
- Blast of Silence (1986, LP, Celluloid)

Mit The Lodge
- Smell of a Friend (1988, LP, Island)

Mit Andy Partridge
- Orpheus – The Lowdown (2003, CD, Pony Canyon)
- Gonwards (2012, CD, Ape House)

## Schriften
- „Imagined, Observed, Remembered.“, in: Picture Story, Nr. 2, New York: Picture Story, Januar 1968, S. 16–22
- Headcheese (The Printed Head, Vol. III, Nr. 3), London: Atlas Press, 1994, ISBN 0-947757-70-8
- „The Free Lunch“, in: Chicago Review, Vol. 45, Nr. 3/4, 1999, S. 130–133
- The Book of Leviathan, Woodstock, NY: Overlook Press, 2001
- The Phantom Museum and Henry Wellcome's Collection of Medical Curiosities, London: Profile, 2003
- „Constellations from the Milk Museum“, in: The Ganzfeld, Nr. 3, April 2003, S. 98–109
- Book of Imaginary Media. Excavating the Dream of the Ultimate Communication Medium, Rotterdam, 2006
- „The Swimmers Nightmare. Ein Gespräch mit dem Illustrator und Gitarristen Peter Blegvad“, in: Jitter 02. Magazin für Bildgestaltung, Berlin: Jitter 2007, S. 14–21
- „The Wick“, in: BOMB, Nr. 114, Winter 2010, S. 96
- Objects of Knowledge, of Art and of Friendship. A Small Technical Encyclopaedia for Siegfried Zielinski hg. von David Link und Nils Röller, Leipzig, Institut für Buchkunst, 2011 (Illustrationen)
- The Bleaching Stream (Journal of the London Institute of Pataphysics) (mit Kevin Jackson), London: Atlas Press, 2011
- Abecedarium: Schmuck, Gefäss, Gerät, Stuttgart: Arnoldsche, 2012
- Le livre de Léviathan, Paris: l'Apocalypse, 2013
- The Gypsy and the Poet (mit David Morley), Manchester: Carcanet, 2013
- „Three views – Imagined, Observed, Remembered“, in: Uniformagazine, Nr. 1, Herbst 2014, S. 23–25
- Kew.Rhone, Axminster: Uniformbooks, 2014, ISBN 978-0-9568559-8-5